# Stranná (Žirovnice)
Stranná (německy Strana, Groß Ruodweins (1345), Groß Rodweins, Groß Rodwins) je vesnice, část města Žirovnice v okrese Pelhřimov v Kraji Vysočina. Nachází se asi tři kilometry severozápadně od Žirovnice. Prochází jí silnice II/409. V roce 2009 zde bylo evidováno 58 adres.
Stranná leží v katastrálním území Stranná u Žirovnice o rozloze 7,65 km2.

## Historie
První písemná zmínka o vesnici pochází z roku 1250.

## Obyvatelstvo
| Rok            | 1869 | 1880 | 1890 | 1900 | 1910 | 1921 | 1930 | 1950 | 1961 | 1970 | 1980 | 1991 | 2001 | 2011 | 2021 |
| -------------- | ---- | ---- | ---- | ---- | ---- | ---- | ---- | ---- | ---- | ---- | ---- | ---- | ---- | ---- | ---- |
| Počet obyvatel | 263  | 277  | 305  | 316  | 349  | 345  | 299  | 229  | 175  | 189  | 197  | 152  | 135  | 105  | 90   |
| Počet domů     | 39   | 41   | 44   | 46   | 49   | 50   | 54   | 55   | 47   | 46   | 45   | 51   | 51   | 51   | 52   |

## Obecní správa
Při sčítání lidu v letech 1869–1975 Stranná byla samostatnou obcí, se kterým patřila nejprve do okresu Pelhřimov, ale v letech 1900–1950 v okrese Kamenice nad Lipou a v letech 1961–1975 znovu v okrese Pelhřimov. Od 1. ledna 1976 je částí města Žirovnice v okrese Pelhřimov.

## Kostel sv. Bartoloměje

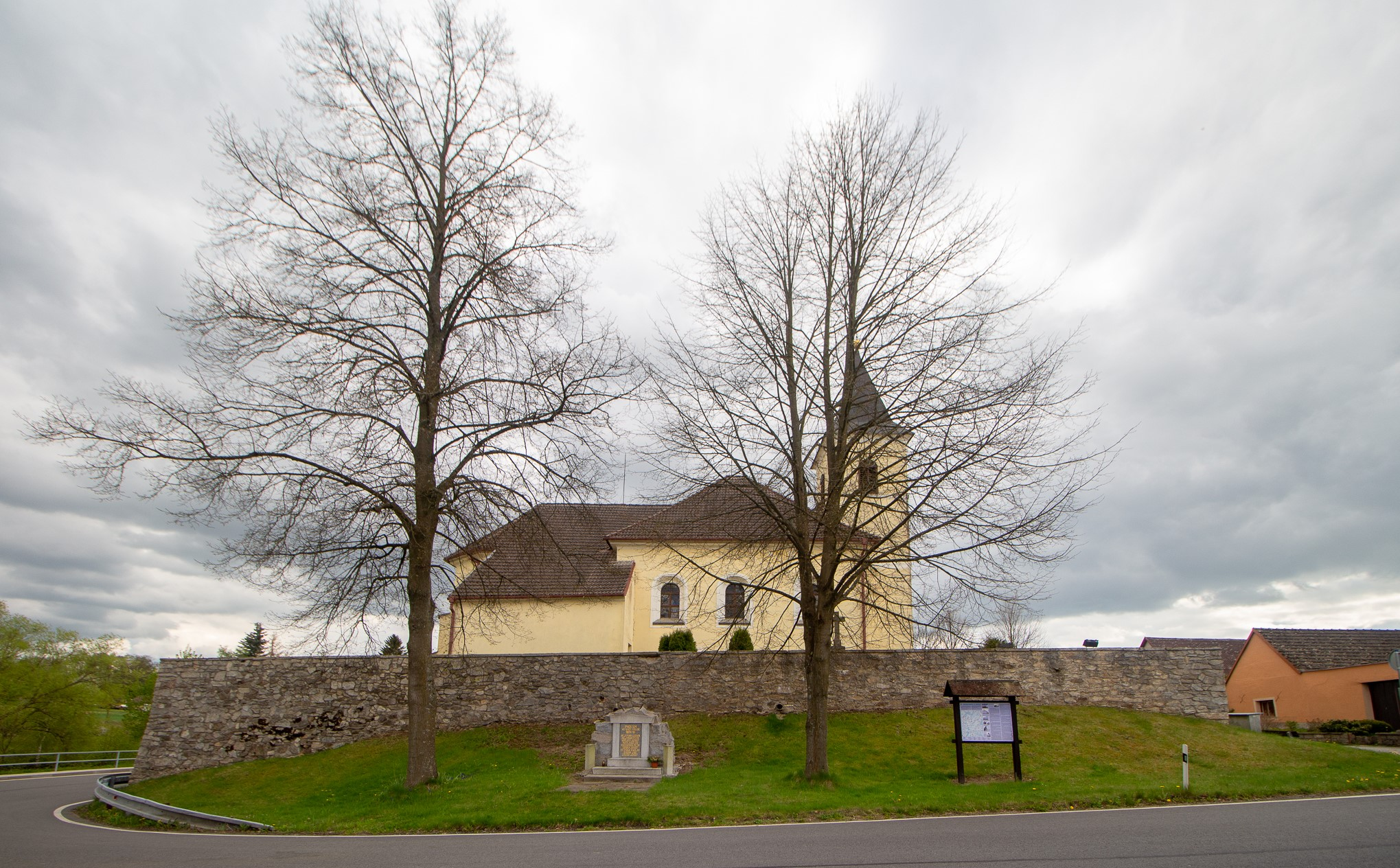
Kostel sv. Bartoloměje

Původně gotický kostel založili patrně Oldřich III. z Hradce nebo jeho syn Jindřich, první písemná zpráva o kostele však pochází až z roku 1358. Výrazná celková přestavba kostela proběhla na konci 18. století (1797), kdy z původního kostela zůstal zachován patrně pouze presbytář. Štukový štítek nad triumfálním obloukem nás informuje ještě o přestavbě v roce 1842.

## Pamětihodnosti
- Kostel sv. Bartoloměje
- Socha sv. Floriána

## Další fotografie

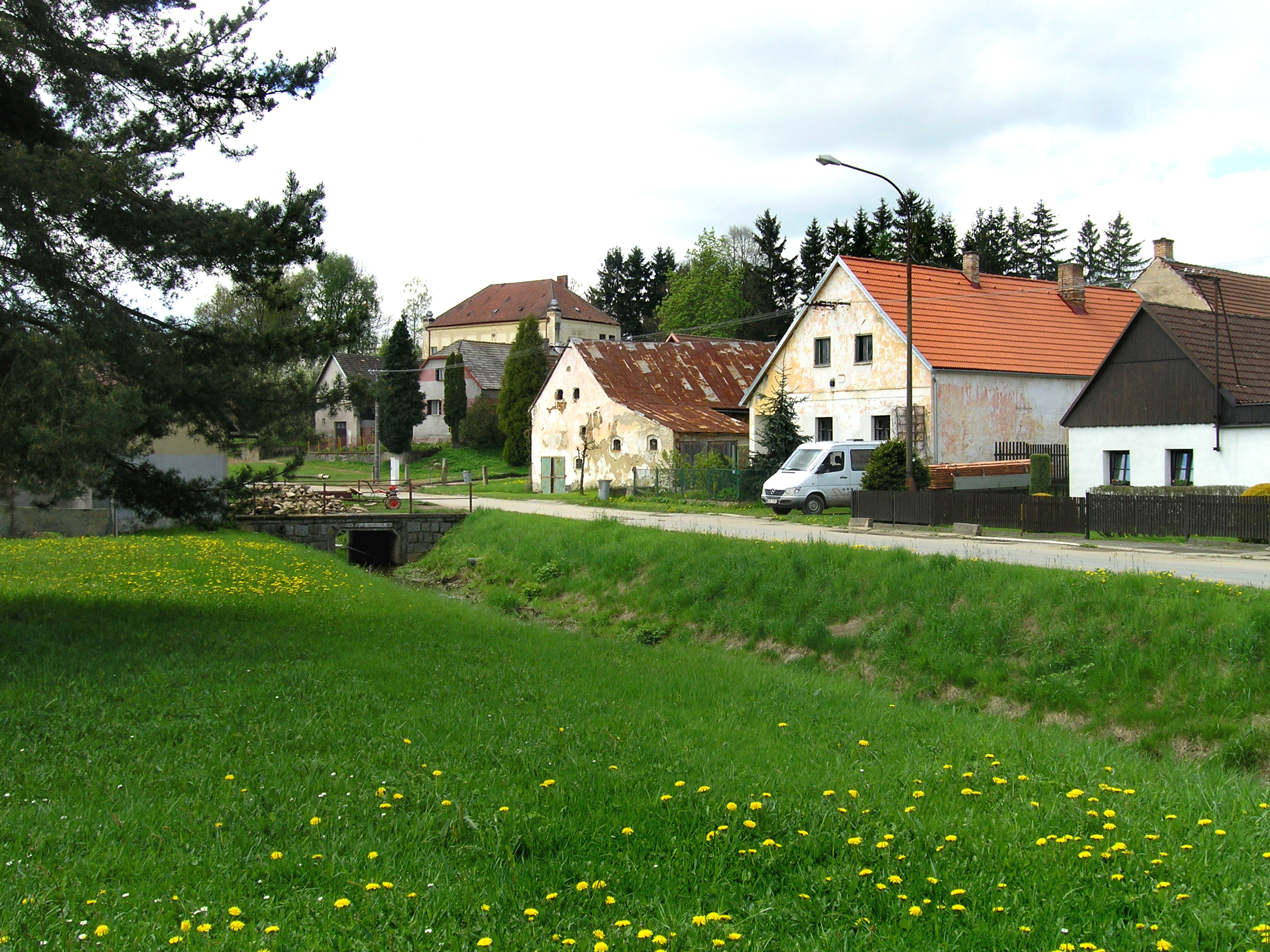
Náves
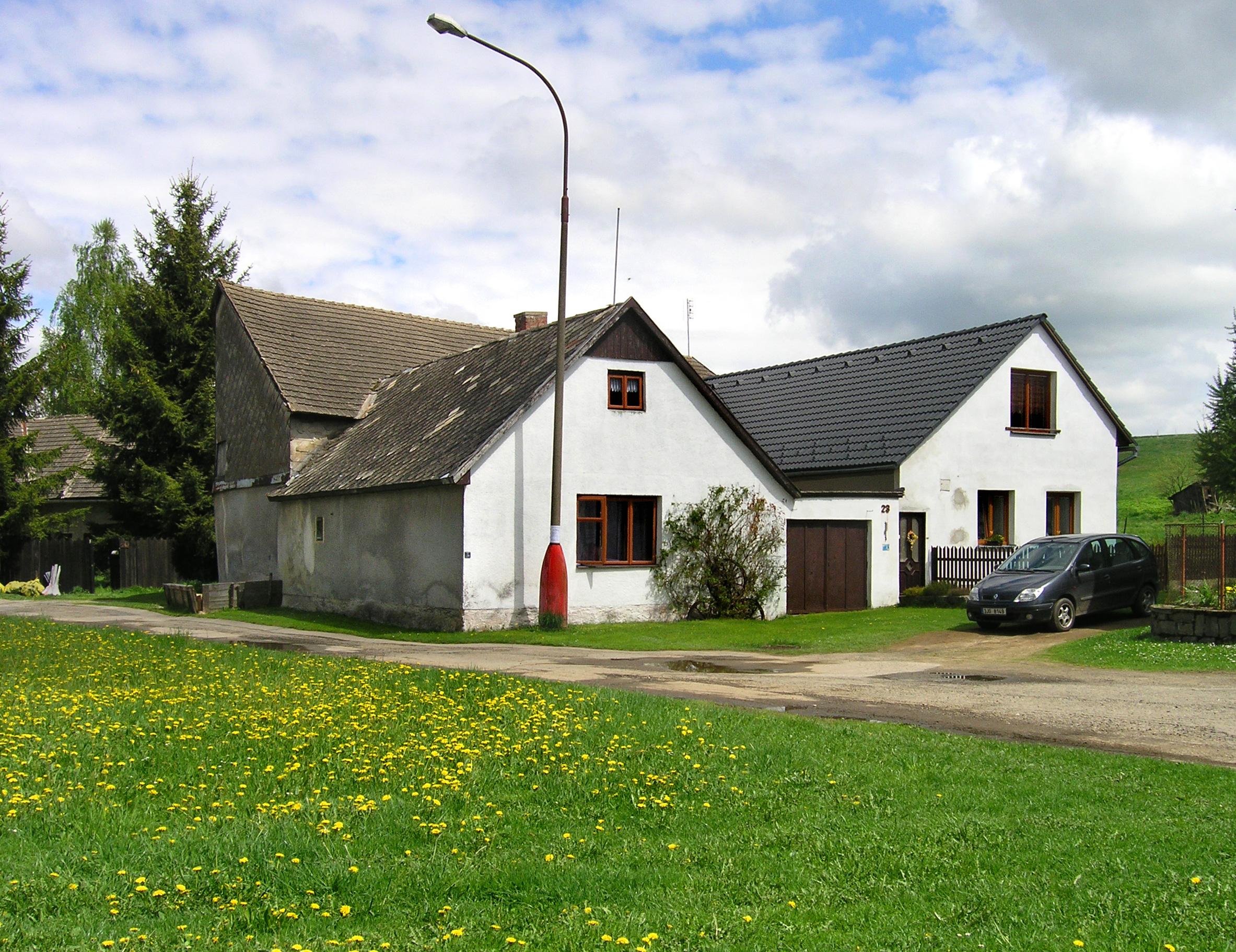
Statek
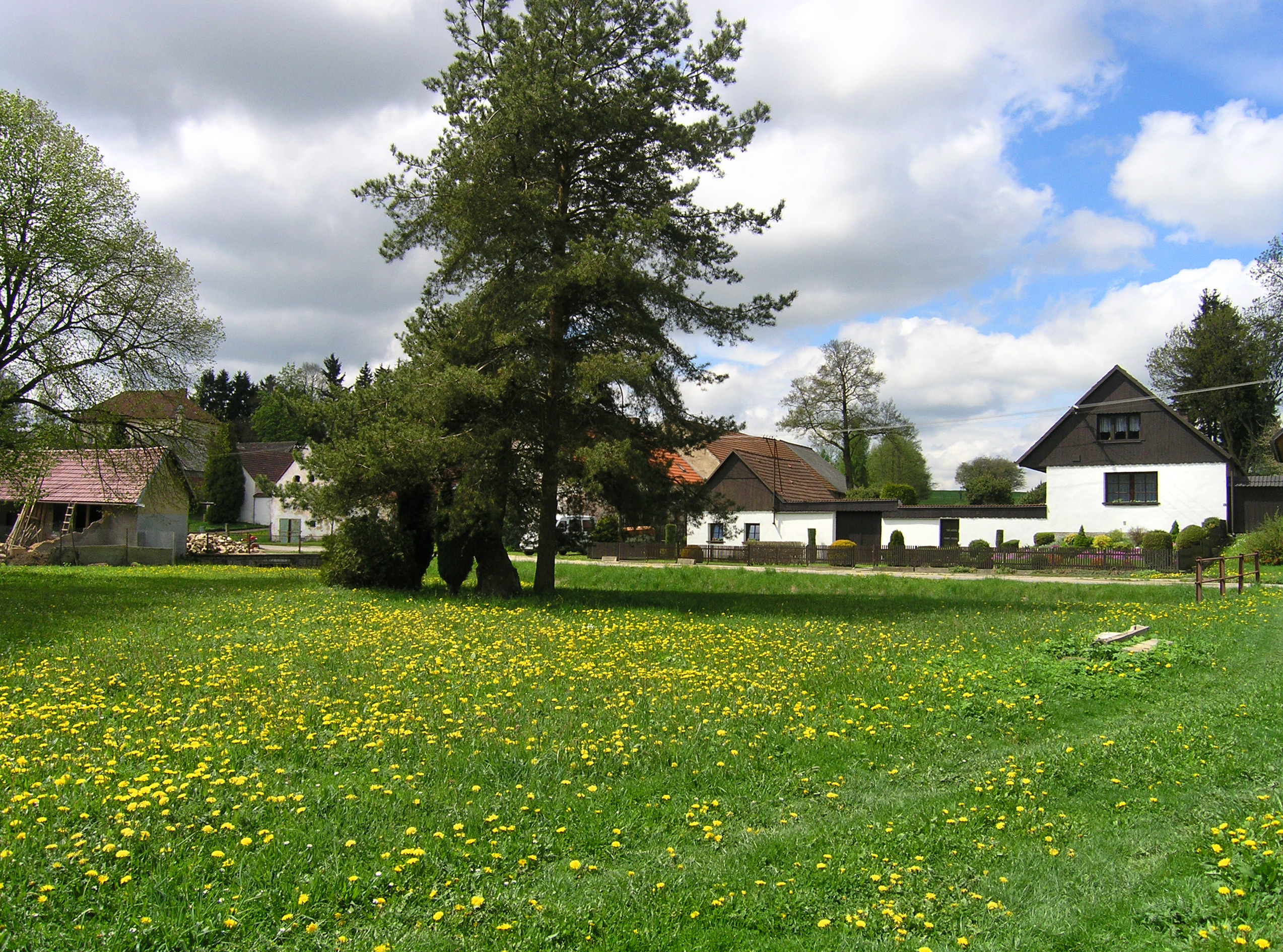
Park